# Лінкольн для адвоката (фільм)
«Лінкольн для адвоката» або «Адвокат на лінкольні» (англ. The Lincoln Lawyer) — американський кримінальний трилер 2011 року режисера Бреда Фурмана, створений на основі однойменного роману Майкла Конелі.
Сценарій стрічки написав Джон Романо, продюсерами були Сідні Кіммел, Ґеррі Лучессі, Том Розенберґ, Скотт Стайндорф та Річард С. Райт. Вперше фільм продемонстрували 10 березня 2011 року у Голлівуді, США.
В Україні прем'єра відбулась на 12 травня 2011 року, але демонструвався російською мовою. Переклад та озвучення українською мовою зроблено студією «Цікава Ідея» на замовлення українського інтернет-порталу «Гуртом» у лютому 2013 року в рамках проєкту «Хочеш кіно українською? Замовляй!».

## Синопсис
| Мікі Голлер — талановитий адвокат з Лос-Анджелеса, його імідж та спосіб життя чудово доповнює його улюблена машина «Лінкольн». Чергова справа — напад багатого клієнта, Луїса Руле, на повію, спочатку здавалася легкою, тому він без надмірних старань домігся виправдувального вироку для підзахисного. Але незабаром Мікі розуміє, що його клієнт приховує правду. Поки Голлер намагається вивести Руле на чисту воду, його «підставляють», і тепер вже загроза тюремного ув'язнення нависає над самим Голлером. |

## У ролях
| Актор              | Персонаж                                      | Роль                                                               |
| ------------------ | --------------------------------------------- | ------------------------------------------------------------------ |
| Меттью Мак-Конагей | Мікі Геллер (англ. Mickey Haller)             | адвокат у кримінальних справах                                     |
| Раян Філліпп       | Луїс Руле (англ. Louis Roulet)                | мажор у Беверлі Гіллс, син магната нерухомості                     |
| Маріса Томей       | Марґарет МакФерсон (англ. Margaret McPherson) |                                                                    |
| Мікаела Конлін     | Гайді Собель (англ. Heidi Sobel)              | детектив                                                           |
| Джош Лукас         | Тед Мінтон (англ. Ted Minton)                 |                                                                    |
| Джон Леґвізамо     | Вел Валензула (англ. Val Valenzuela)          |                                                                    |
| Майкл Пенья        | Хесус Мартінес (англ. Jesus Martinez)         | попередній клієнт Міккі Геллера, засуджений на довічне за вбивство |
| Боб Ґантон         | Сесіл Доббс (англ. Cecil Dobbs)               |                                                                    |
| Браян Кренстон     | Ленкфорд (англ. Lankford)                     | детектив                                                           |

## Критика
Фільм отримав загалом позитивні відгуки: Rotten Tomatoes дав оцінку 83 % на основі 162 відгуків від критиків (середня оцінка 6,6/10) і 81 % від глядачів із середньою оцінкою 3,8/5 (62,223 голоси), Internet Movie Database — 7,3/10 (92 965 голосів), Metacritic — 63/100 (31 відгук критиків) і 7,4/10 від глядачів (130 голосів).

## Касові збори
Під час показу, що стартував 18 березня 2011 року, протягом першого тижня фільм показали у 2,707 кінотеатрах і він зібрав $13,206,453, що на той час дозволило йому зайняти 4 місце серед усіх прем'єр. Показ протривав 126 днів (18 тижнів) і закінчився 21 липня 2011 року, зібравши у прокаті у США $58,009,200, а у світі — $17,000,000, тобто $75,009,200 загалом при бюджеті $40 млн.